# Данте (Вірджинія)
Данте (англ. Dante) — переписна місцевість (CDP) в США, в окрузі Расселл штату Вірджинія. Населення — 572 особи (2020).

## Географія
Данте розташований за координатами 36°59′6″ пн. ш. 82°17′0″ зх. д. / 36.98500° пн. ш. 82.28333° зх. д. (36.984990, -82.283341).  За даними Бюро перепису населення США в 2010 році переписна місцевість мала площу 18,17 км², з яких 18,15 км² — суходіл та 0,02 км² — водойми.

## Демографія
Згідно з переписом 2010 року, у переписній місцевості мешкало 649 осіб у 270 домогосподарствах у складі 179 родин. Густота населення становила 36 осіб/км².  Було 367 помешкань (20/км²).
Расовий склад населення:
| - 97,5 % — білих - 1,7 % — чорних або афроамериканців |

До двох чи більше рас належало 0,8 %. Частка іспаномовних становила 0,2 % від усіх жителів.
За віковим діапазоном населення розподілялося таким чином: 21,9 % — особи молодші 18 років, 60,1 % — особи у віці 18—64 років, 18,0 % — особи у віці 65 років та старші. Медіана віку мешканця становила 41,7 року. На 100 осіб жіночої статі у переписній місцевості припадало 91,4 чоловіків;  на 100 жінок у віці від 18 років та старших — 92,8 чоловіків також старших 18 років.
За межею бідності перебувало 27,1 % осіб, у тому числі 52,8 % дітей у віці до 18 років та 0,0 % осіб у віці 65 років та старших.
Цивільне працевлаштоване населення становило 254 особи. Основні галузі зайнятості: освіта, охорона здоров'я та соціальна допомога — 47,2 %, транспорт — 36,6 %, виробництво — 8,3 %, сільське господарство, лісництво, риболовля — 7,9 %.